# Ikun-Shamagan
Ikun-Shamagan va ser un rei de Mari, la ciutat-estat de l'antiga Mesopotàmia coneguda per ser un important centre de comerç.
Va regnar cap a l'any 2500 aC o potser cap al 2445 aC, segons les diverses cronologies existents. És un dels tres reis de Mari dels que s'han trobat restes arqueològiques. Els altres dos són Ikun-Shamash (amb qui de vegades se'l confon i que probablement va ser un rei anterior) i Ishqi Mari. Aquests reis de Mari utilitzaven en les seves inscripcions la llengua accàdia en comptes de la llengua sumèria, com feien altres reis de països més al sud.